# Кліо (Айова)
Кліо (англ. Clio) — місто (англ. city) в США, в окрузі Вейн штату Айова. Населення — 67 осіб (2020).

## Географія
Кліо розташоване за координатами 40°38′10″ пн. ш. 93°27′5″ зх. д. / 40.63611° пн. ш. 93.45139° зх. д. (40.635974, -93.451392).  За даними Бюро перепису населення США в 2010 році місто мало площу 1,95 км², уся площа — суходіл.

## Демографія
Згідно з переписом 2010 року, у місті мешкало 80 осіб у 39 домогосподарствах у складі 24 родин. Густота населення становила 41 особа/км².  Було 44 помешкання (23/км²).
Расовий склад населення:
| - 97,5 % — білих |

До двох чи більше рас належало 2,5 %. Частка іспаномовних становила 10,0 % від усіх жителів.
За віковим діапазоном населення розподілялося таким чином: 16,2 % — особи молодші 18 років, 47,5 % — особи у віці 18—64 років, 36,3 % — особи у віці 65 років та старші. Медіана віку мешканця становила 57,5 року. На 100 осіб жіночої статі у місті припадало 100,0 чоловіків;  на 100 жінок у віці від 18 років та старших — 109,4 чоловіків також старших 18 років.
Середній дохід на одне домашнє господарство  становив 71 836 доларів США (медіана — 42 083), а середній дохід на одну сім'ю — 94 534 долари (медіана — 72 500). За межею бідності перебувало 8,8 % осіб, у тому числі 6,3 % дітей у віці до 18 років та 16,0 % осіб у віці 65 років та старших.
Цивільне працевлаштоване населення становило 47 осіб. Основні галузі зайнятості: освіта, охорона здоров'я та соціальна допомога — 36,2 %, сільське господарство, лісництво, риболовля — 19,1 %, роздрібна торгівля — 12,8 %.